# Güevéjar
Güevéjar é um município da Espanha na província de Granada, comunidade autónoma da Andaluzia, de área 11 km² com população de 2234 habitantes (2007) e densidade populacional de 190,28 hab/km².

## Demografia
| Variação demográfica do município entre 1991 e 2004 | Variação demográfica do município entre 1991 e 2004 | Variação demográfica do município entre 1991 e 2004 | Variação demográfica do município entre 1991 e 2004 |
| --------------------------------------------------- | --------------------------------------------------- | --------------------------------------------------- | --------------------------------------------------- |
| 1991                                                | 1996                                                | 2001                                                | 2004                                                |
| 1255                                                | 1502                                                | 1748                                                | 1859                                                |